# Monte Okmok
O Monte Okmok é o ponto mais alto da orla da Caldeira de Okmok (Unmagim Anatuu em Aleuta), na parte nordeste da Ilha de Umnak, nas ilhas Aleutas orientais do Alasca. Essa caldeira circular de 9,3 km de largura no topo de um grande vulcão-escudo. Atualmente, o vulcão é classificado pelo Observatório do Vulcão do Alasca como Nível de Alerta de Aviação Verde e Nível de Alerta Vulcânico Normal.

## História Eruptiva
Principais erupções de Okmok, com uma força de 6 do Índice de Explosividade Vulcânica, ocorreu aproximadamente 8.300 e 2.050 anos atrás.

### Erupção de 43 a.C. e 42 a.C.
Esta erupção vulcânica causou a onda de frio de dois anos na Europa e no norte da África. As temperaturas foram as mais baixas do que em mais de 2.500 anos. À medida que as colheitas fracassavam e a fome e a doença se instalavam, a agitação social e a revolta política aumentavam, a instabilidade causada pela erupção se torna fator na criação do Segundo Triunvirato.